# Most w dolinie Soławy i Elstery
Most w dolinie Soławy i Elstery (niem. Saale-Elster-Talbrücke) – kolejowy most o długości 8,6 kilometra położony w Niemczech, na południe od Halle. Przecina tereny zalewowe Soławy i Białej Elstery. Jest częścią linii kolejowej dużych prędkości łączącej Erfurt z Lipskiem, a poprzez odnogę również z Halle. Budowę mostu ukończono w 2012 lub 2013 roku. Jest to najdłuższy most kolejowy w Europie.

## Konstrukcja
Jest to most skrzynkowy zbudowany ze sprężonego betonu. Jedną część stanowi prętowy most łukowy o długości 110 metrów. Most ma długość 6,465 kilometra, a przęsła mostu, których jest 191, są rozpięte co 110 metrów. Szerokość mostu wynosi 13,90 metra, a wysokość 4 metry.